# 福岡県立福岡特別支援学校
福岡県立福岡特別支援学校（ふくおかけんりつ ふくおかとくべつしえんがっこう）は、福岡県糟屋郡新宮町にある身体障害児のための公立特別支援学校である。

## 学部
- 小学部
- 中学部
- 高等部
- 訪問教育

## 所在地
- 福岡県糟屋郡新宮町緑ヶ浜4-1-1